# Dan Gilroy

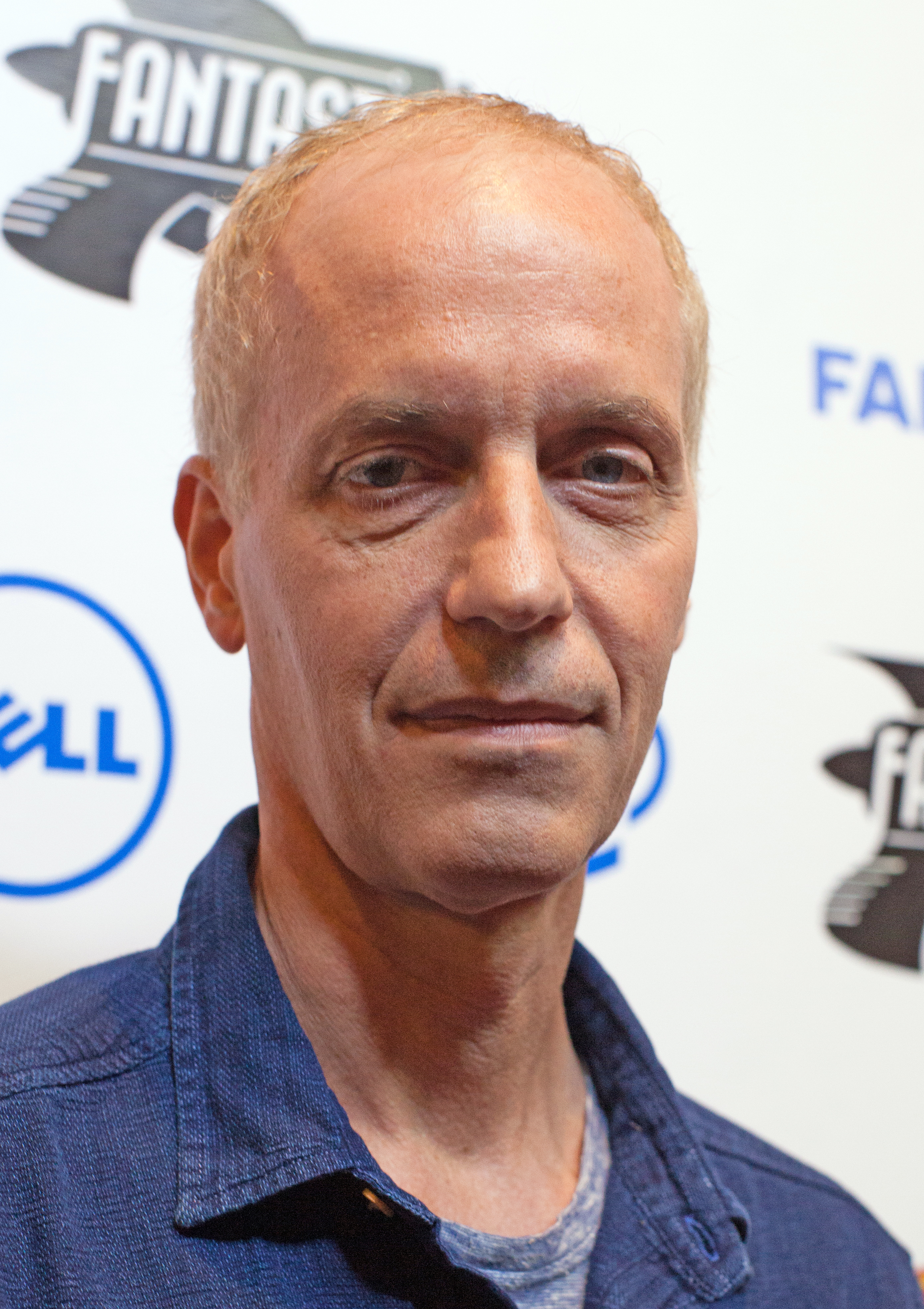
Dan Gilroy (2014)

Daniel Christopher Gilroy (* 24. Juni 1959 in Santa Monica, Kalifornien) ist ein US-amerikanischer Drehbuchautor und Filmregisseur.

## Leben
Daniel Christopher Gilroy ist ein Sohn des Drehbuchautors Frank D. Gilroy. Sein Zwillingsbruder ist der Filmeditor John Gilroy und sein älterer Bruder der Drehbuchautor Tony Gilroy. Er studierte am Dartmouth College.
Gilroy debütierte 1992 mit dem Science-Fiction-Film Freejack – Geisel der Zukunft als Drehbuchautor. Mit Nightcrawler – Jede Nacht hat ihren Preis aus dem Jahr 2014 gab er sein Regiedebüt. Er verfasste auch das Drehbuch, die Hauptrolle übernahm Jake Gyllenhaal. Für seine Arbeit wurde Gilroy u. a. 2015 für den Oscar in der Kategorie Bestes Originaldrehbuch nominiert. Ferner gewann er 2014 den Preis einen Boston Society of Film Critics Award als Bester neuer Filmemacher. 
Seit dem 14. März 1992 ist Gilroy mit der Schauspielerin Rene Russo verheiratet. Sie haben eine gemeinsame Tochter.

## Filmografie (Auswahl)
Als Drehbuchautor
- 1992: Freejack – Geisel der Zukunft (Freejack)
- 1994: Chasers – Zu sexy für den Knast (Chasers)
- 2005: Das schnelle Geld (Two for the Money)
- 2006: The Fall
- 2011: Real Steel
- 2012: Das Bourne Vermächtnis (The Bourne Legacy)
- 2014: Nightcrawler – Jede Nacht hat ihren Preis (Nightcrawler)
- 2017: Kong: Skull Island
- 2017: Roman J. Israel, Esq. – Die Wahrheit und nichts als die Wahrheit (Roman J. Israel, Esq.)
- 2019: Die Kunst des toten Mannes (Velvet Buzzsaw)
- 2022–2025: Andor (Fernsehserie)

Als Regisseur
- 2014: Nightcrawler – Jede Nacht hat ihren Preis (Nightcrawler)
- 2017: Roman J. Israel, Esq. – Die Wahrheit und nichts als die Wahrheit (Roman J. Israel, Esq.)
- 2019: Die Kunst des toten Mannes (Velvet Buzzsaw)

Als Produzent
- 2023: Magazine Dreams